# 探明儲量
探明儲量（英語：proven reserves）被定義為“根據現有地質和工程數據的分析，利用現有設備和現有操作條件。以合理的確定性估計，從已知的油藏中開採的儲量” . 如果有至少 90% 的儲量可以通過有經濟效益方式進行開採，則該儲量被定爲探明儲量。因此探明儲量和運營條件有關， 包括價格、監管和合同條件等。如果一個儲量的資源可以使用當前的技術進行回收，但在經濟上沒有利潤，那麼它被定認為“技術上可采儲量” 。可採儲量低於 90% 但超過 50% 被視為“概略储量”（英語：probable reserves），低於 50% 為“可能儲量”（英語：possible reserves） 。